# Попытка № 5
«Попытка № 5» (укр. «Спроба № 5») — перший альбом українського гурту «ВІА Гра».

## Історія виходу альбому
Альбом був записаний в Києві, витриманий у стилі поп та європоп. Автор усіх пісень Костянтин Меладзе.
У той час гурт «ВІА Гра» був першим дівочим гуртом, якому вдалося з першим альбомом підкорити країни СНД. Альбом вийшов дуже вдалим і розійшовся тиражем в 700 тисяч копій.

## Список пісень: перше видання
1. Заклинание
2. Попытка № 5
3. Я не вернусь
4. Познакомься с моей мамой
5. Что же я наделала?
6. Бомба
7. Отпустил бы ты меня
8. Сейчас или никогда
9. Обними меня
10. Спасибо за лето
11. Каждый день
12. Я не вернусь (disco space mix by YaD)
13. Я не вернусь (disco acid drum mix by YaD)

## Список пісень: друге видання

### CD 1
1. Заклинание
2. Попытка № 5
3. Я не вернусь
4. Познакомься с моей мамой
5. Что же я наделала?
6. Бомба
7. Отпустил бы ты меня
8. Сейчас или никогда
9. Обними меня
10. Спасибо за лето
11. Каждый день

### CD 2
1. Стоп! Стоп! Стоп!
2. Стоп! Стоп! Стоп! (disco house mix by YaD)
3. Стоп! Стоп! Стоп! (latino mix by YaD)
4. Я не вернусь (disco space mix by YaD)
5. Я не вернусь (disco acid drum mix by YaD)

## Учасники запису

### 2001
- Альона Вінницька
- Надія Грановська

### 2002 рік (перевидання)
- Альона Вінницька
- Анна Сєдокова
- Тетяна Найник

## Доповнення
1. Попытка № 5
2. Бомба
3. Обними меня
4. Стоп! Стоп! Стоп!
5. Я не вернусь

## Сингли
| Дата релізу   | Назва        | Примітки |
| ------------- | ------------ | -------- |
| Вересень 2000 | Попытка № 5  |          |
| Грудень 2000  | Обними меня  |          |
| Травень 2001  | Бомба        |          |
| Вересень 2001 | Я не вернусь |          |